# Julius Springer

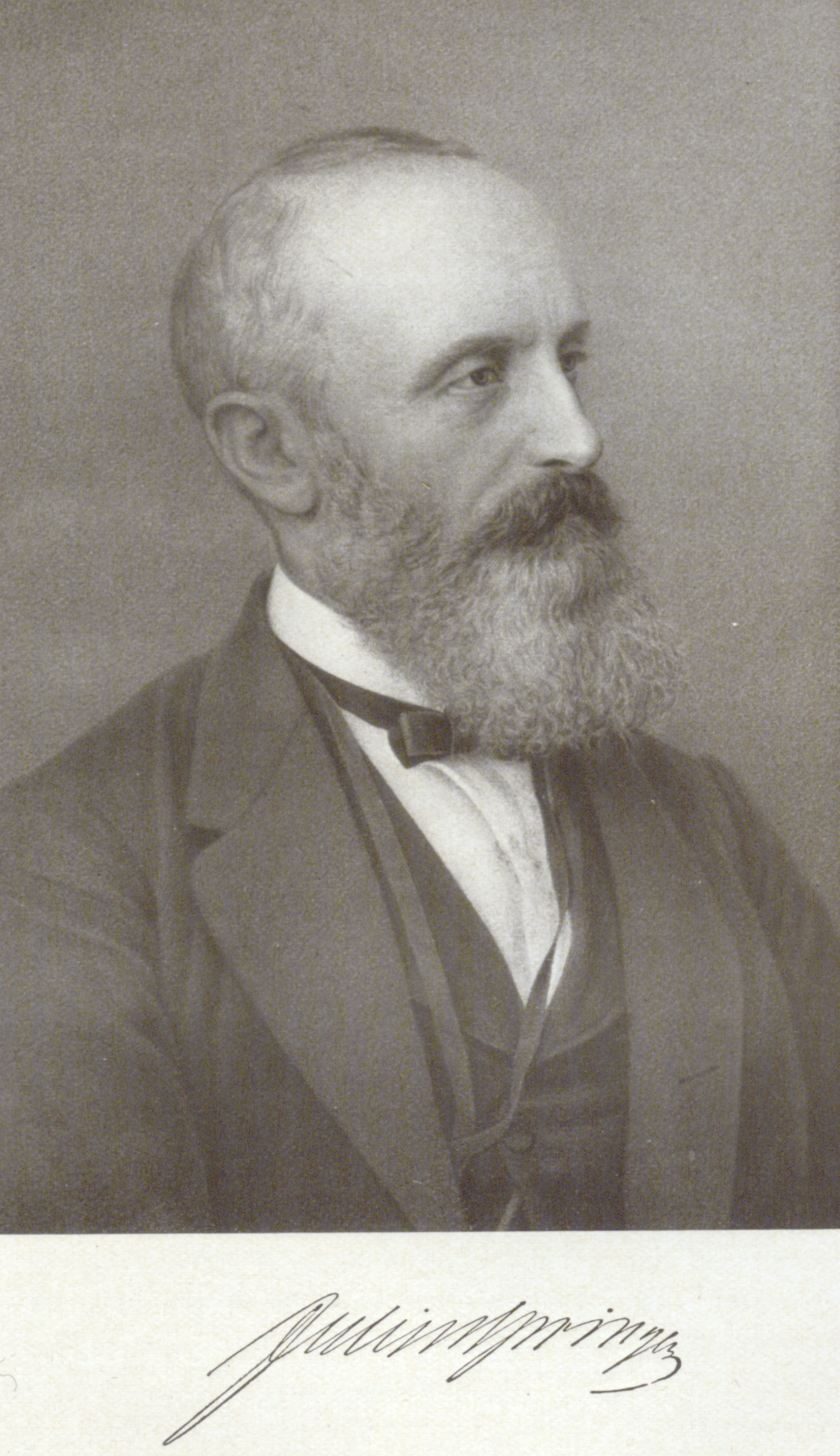
Julius Springer

Julius Springer (* 10. Mai 1817 in Berlin, Königreich Preußen; † 17. April 1877 in Berlin, Deutsches Kaiserreich) war ein deutscher Buchhändler und Verleger in Berlin. 

## Jugend
Julius Springer war das einzige Kind des Kaufmanns Isidor Springer und seiner Frau Marianne, die im Kindbett starb. Der jüdischstämmige Vater hatte in Berlin das Bürgerrecht erworben und sich taufen lassen. Die ersten Lebensjahre verbrachte Julius in der Obhut seiner Großmutter. Die weitere Erziehung und Entwicklung wurde geprägt durch die Cauersche Anstalt, einem nach reformpädagogischen Grundsätzen (Pestalozzi) geführten Internat, und dem Gymnasium zum Grauen Kloster, das er bis 1832 besuchte. Danach absolvierte er eine Lehre in der Enslin’schen Buchhandlung. Es folgten Lehr- und Wanderjahre, in denen er verschiedene Buchhandlungen im In- und Ausland (Zürich, Stuttgart, Paris) kennenlernte.

## Buchhandlung
Im Alter von 25 Jahren eröffnete Springer am 10. Mai 1842 – seinem Geburtstag – in Berlin die Sortiments- und Kommissionsbuchhandlung Julius Springer in der Breiten Straße 20 (heute Hausnummer 11). Die Gründung war sorgfältig vorbereitet und finanziell gut abgesichert. Allein die Einlage seines stillen Teilhabers A. Faudel betrug 3000 Silbertaler, die nach Darstellung des Zeitgenossen Friedrich Harkort, eines Industriellen und Bildungspolitikers, einem Gegenwert von 100.000 Schulfibeln entsprachen. Bereits als Buchhändler veröffentlichte Springer die ersten Bücher. Daneben gab er zu aktuellen Fragen Broschüren und Flugschriften heraus, die ihn mehrfach in Konflikt mit der preußischen Zensurbehörde brachten.

## Verlag
Nach dem Verkauf der Buchhandlung 1858 und Umzug zum Monbijouplatz widmete sich Springer ausschließlich dem Verlagsgeschäft. Im „Verlag von Julius Springer“ erschienen vermehrt Schulbücher, Sach- und Fachbücher, aber auch Jugendbücher und belletristische Werke. Springer war der Verleger von Jeremias Gotthelf. Eine besondere Affinität bestand zum Schachspiel. Hierfür verlegte Springer etliche Lehrwerke, zum Teil in mehrfacher Auflage. Das spätere Verlagssignet hat hier seinen Ursprung.
Die weitere Entwicklung des Verlages auch unter den nachfolgenden Söhnen Ferdinand Springer senior und Fritz Springer sowie den Enkeln Ferdinand Springer junior und Julius Springer d. J. war geprägt vom Dienst an Wissenschaft und Technik, was den Springer-Verlag (Springer Science+Business Media) zu einem der größten Wissenschaftsverlage der Welt machte. Einen bedeutenden Anteil hieran hatte der 1949 in den Verlag eingetretene Heinz Götze, der als Geschäftsführer, später auch als Teilhaber, die globale Ausrichtung des Verlages forcierte. Zu den Autoren des Springer-Verlages gehören über 170 Nobelpreisträger.

## Familien- und Verlagsgeschichte
Julius Springer ist der Stammvater der weitverzweigten Springer-Familie, die neben Buchhändlern und Verlegern auch Ingenieure, Juristen, Künstler, Galeristen und Wissenschaftler hervorgebracht hat. Mit seiner Frau Marie (geb. Oppert) hatte Springer zehn Kinder, von denen drei das Erwachsenenalter erreichten: Ferdinand (1846–1906), Fritz (1850–1944) und Ernst (1860–1944). Ferdinand und Fritz folgten dem Vater im Verlag nach. Ernst schlug eine juristische Laufbahn ein. Die beiden Jüngeren wurden noch im hohen Alter von 94 bzw. 84 Jahren Opfer der NS-Willkür. Fritz Springer wählte vor der drohenden Deportation den Freitod durch Gift (Stolperstein Straße zum Löwen 12). Ernst Springer starb im Ghetto Theresienstadt (Stolperstein Boothstr. 33). Ebenfalls verfolgt und entrechtet waren die beiden im Verlag tätigen Enkel Ferdinand Springer junior und Julius Springer d. J., beides Frontkämpfer im Ersten Weltkrieg. Julius Springer (Träger des Eisernes Kreuz) war kurzzeitig im KZ Oranienburg interniert. Der Verlag wurde unter Tönjes Lange arisiert. Dank seiner loyalen Haltung blieb der Verlag der Springer-Familie erhalten, so dass die beiden Verleger ihre Arbeit nach Kriegsende wieder aufnehmen konnten.
Aus der Gründerfamilie war zuletzt der Urenkel Konrad Ferdinand Springer im Verlag tätig. Weitere Urenkel mit Rang waren der amerikanische Verleger Bernhard Springer (1907–1970), New York (Springer Publishing Company), der Maler Ferdinand Springer in Grasse, Frankreich, der Berliner Galerist Rudolf Springer und der Immunologe und Krebsforscher Georg F. Springer, Illinois/USA.

## Öffentliches Wirken
Springer war zeit seines Lebens ein politischer Mensch. Zu den ersten Veröffentlichungen gehörten Schriften für mehr Bürgerrechte, Demokratie und Freiheit. Einer mehrwöchigen Festungshaft entging er nur durch die nach der Revolution (1848) verfügte allgemeine Amnestie. Er verstand sich aber nicht nur als ein Mann des Wortes, sondern auch als ein Mann der Tat und so nahm er öffentliche Ämter an, so oft er gerufen wurde. 26 Jahre lang – von 1848 bis 1874 – gehörte Springer dem Vorstand der noch heute bestehenden Korporation Berliner Buchhändler an, deren Gründungsmitglied er auch war. 1867 wählte der Börsenverein der deutschen Buchhändler Springer zu seinem Vorsteher. Dieses Amt hatte er bis 1873 inne. Springer gilt als ein Wegbereiter des nationalen und internationalen Urheberrechts. Von 1848 bis 1851 und noch einmal von 1869 bis zu seinem Tode (1877) war Springer Mitglied der Berliner Stadtverordnetenversammlung. Jahrzehntelang gehörte er dem Kirchenvorstand der Sophiengemeinde Berlin an.

## Tod
Julius Springer starb nach schwerer Krankheit am 17. April 1877 und wurde auf dem Friedhof II der Sophiengemeinde Berlin beigesetzt. Sein Grab ist nicht mehr vorhanden. Es wurde im Zuge der Errichtung der Berliner Mauer und der Sperranlagen an der Bernauer Straße zerstört.

## Gedenktafel

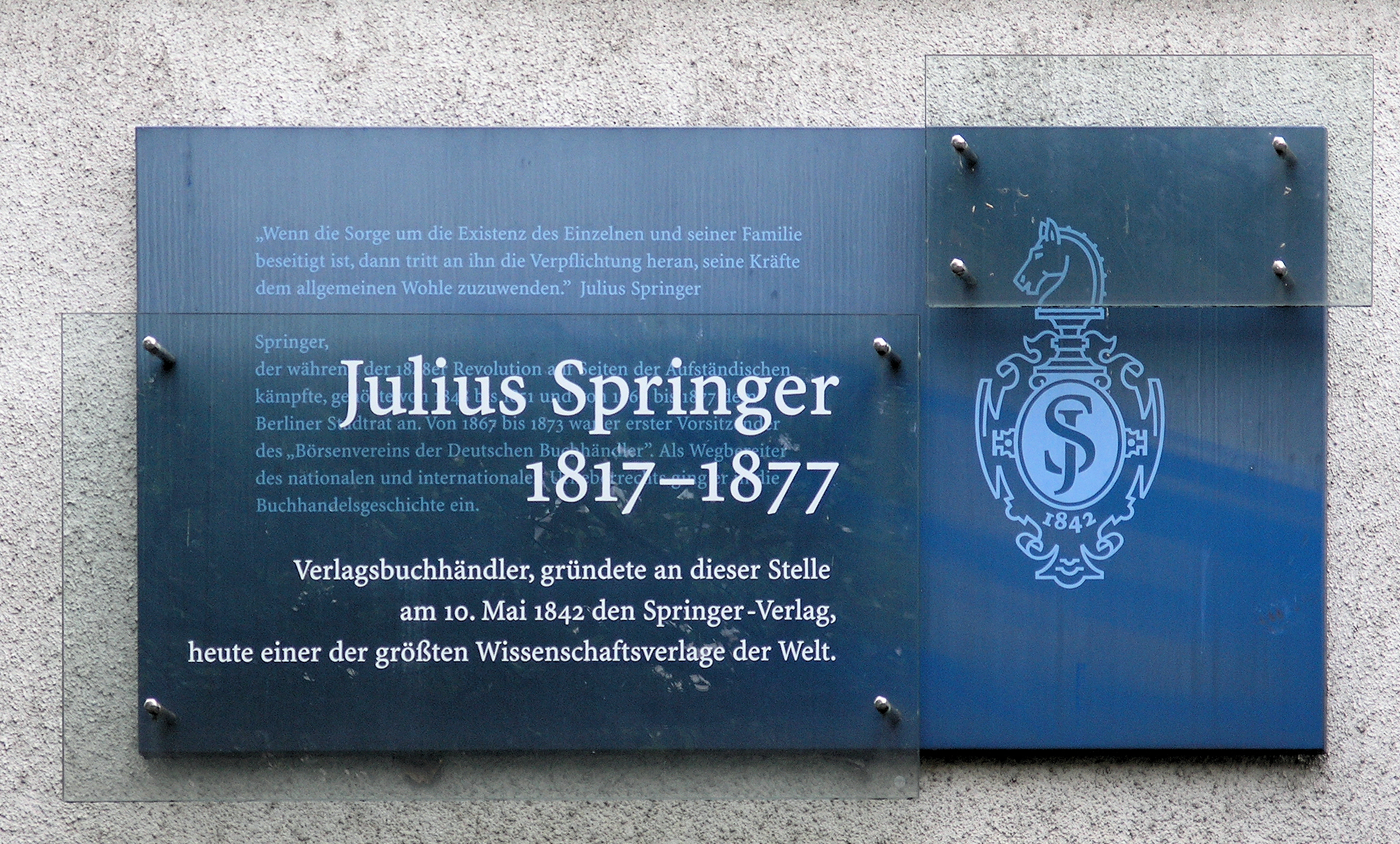
Gedenktafel am Haus Breite Straße 11 in Berlin-Mitte

Die Inschrift der Gedenktafel in der Breite Straße 11 in Berlin-Mitte:
Julius Springer

1817–1877 

Verlagsbuchhändler, gründete an dieser Stelle

am 10. Mai 1842 den Springer-Verlag,

heute einer der größten Wissenschaftsverlage der Welt.

 

## Ehrungen
- Nach Julius Springer ist die Julius-Springer-Schule Heidelberg benannt.
- Julius-Springer-Preis für angewandte Physik in Gedenken an Julius Springer.
- Gedenktafel, Breite Straße 11 (Berlin-Mitte), seit 5. November 1997.